# 阮春莊
阮春莊（1924年6月17日—2015年5月9日），原越南共和國軍少將。

## 生平
1924年6月17日，阮春莊出生於堤岸（一說永隆省）。
1969年7月，晉升實授少將。後來，阮春莊被派往越南共和國外交部擔任外長助理（副部長級別）。他處理來自自由世界國家的援助。
1975年6月16日，阮春莊遭到逮捕，被送往再教育營，被關押至1987年9月才得以釋放。
2015年5月9日，阮春莊在美國俄勒岡州希尔斯伯勒逝世，享壽91歲。

## 榮譽
- 三等保國勳章[3]
- 一等彰美佩星[3]
- 美國功勳勳章[3]
- 韓國保國勳章[3]
- 法國海外行動英勇十字勳章[3]

## 家庭
阮春莊與夫人杜氏花（Đỗ Thị Bông）育有六個子女。